# 수자나 체비치
수자나 체비치 파비치(Сузана Ћебић, 1984년 11월 9일 ~ , 세르비아 코셰리치)는 세르비아 출신의 배구 선수로, 리베로 포지션으로 CSM 볼레이 알바 블라지에서 뛰고 있다.

## 경력
수자나는 2017년까지 세르비아 여자 배구 국가대표팀의 일원이었으며 (젊은 선수들에게 자리를 주기 위해 은퇴했다), 벨기에와 룩셈부르크에서 열린 2007년 유럽 선수권 대회에서 은메달을 획득했다. 체비치는 세르비아가 동메달을 차지한 2006 FIVB 여자 배구 세계 선수권 대회에서 "최고의 리베로"로 선정되었다.
체비치는 아제르바이잔 클럽 라비타 바쿠에서 뛰면서 2012 FIVB 클럽 세계 선수권 대회에서 은메달을 획득했다.

## 수상

### 개인
- 2006 세계 선수권 "최고의 리베로"
- 2011 유럽 선수권 "최고의 리베로"
- 2013 유럽 선수권 "최고의 리시버"

### 국가대표팀

#### 성인 팀
- 2009 유럽 리그 -  금메달
- 2010 유럽 리그 -  금메달
- 2011 유럽 선수권 대회 -  금메달

### 클럽
- 2003 세르비아 컵 -  우승, 크르노코사 코셰리치 소속
- 2006 세르비아 챔피언십 -  우승, 예딘스트보 우지체 소속
- 2008 스페인 슈퍼컵 -  우승, 테네리페 마리찰 소속
- 2010 루마니아 챔피언십 -  우승, 메탈 갈라치 소속
- 2010 루마니아 컵 -  우승, 메탈 갈라치 소속
- 2012 FIVB 클럽 세계 선수권 대회 -  준우승, 라비타 바쿠 소속
- 2012–13 CEV 챔피언스 리그 -  준우승, 라비타 바쿠 소속
- 2012-13 아제르바이잔 슈퍼리그 -  우승, 라비타 바쿠 소속